# 恋活遊園地
恋活遊園地（こいかつゆうえんち）は、東京ドームシティで2009年夏に開催されたイベントの名称。
正式名称は、『恋活遊園地in東京ドームシティ“しょこたんのマジカルサマー”』。

## 開催概要
- 開催期間

2009年7月18日 - 9月13日
- 開催時間

17:00 - 22:00
- 料金

ひとり2,500円
キャッチコピーは『せーので恋しちゃえ！』

## テーマソング
せーので恋しちゃえ♥/中川翔子
中川はイメージキャラクターであり、みんなの恋活をお手伝いする『しょこたんキューピット』として、本イベントをプロデュースしている。